# Liu Wei
Liu Wei, född 27 november 1969, är en kinesisk bordtennisspelare som tog OS-silver i damdubbel i Atlanta år 1996 tillsammans med Qiao Yunping. Liu är med i International Table Tennis Federations hall of fame.